# Kani Karaca
Kani Karaca (* 1930 in Adana, Türkei; † 29. Mai 2004 in Istanbul) war ein türkischer Hafız, Musiker und Sufi-Gelehrter. 
Karaca wurde im Alter von zwei Monaten nach einem Unfall blind. In seiner Kindheit wurde er Religionsvorsteher seines Dorfes und studierte den Koran. Im Jahre 1950 zog er nach Istanbul und nahm dort religiösen Gesangsunterricht bei Sadettin Kaynak und später beim bekannten Hafız Ali Üsküdarlı.
Zwischen 1950 und 1960 trat er regelmäßig in verschiedenen Radioprogrammen auf. Mit seiner Musik erlangte er nationale und internationale Bedeutung und wurde jedes Jahr zu den Gedenkfeiern des Mevlana Rumi eingeladen. Er gilt als der bekannteste Hafız unserer Zeit.
Im Alter von 74 Jahren erlag er einem Krebsleiden und hinterließ eine Ehefrau und zwei Kinder.

## Diskographie
- Returning-Music of the Whirling
- Kuran-I Kerim
- Dini Musiki-Religious Music